# Església Evangèlica Luterana de Letònia

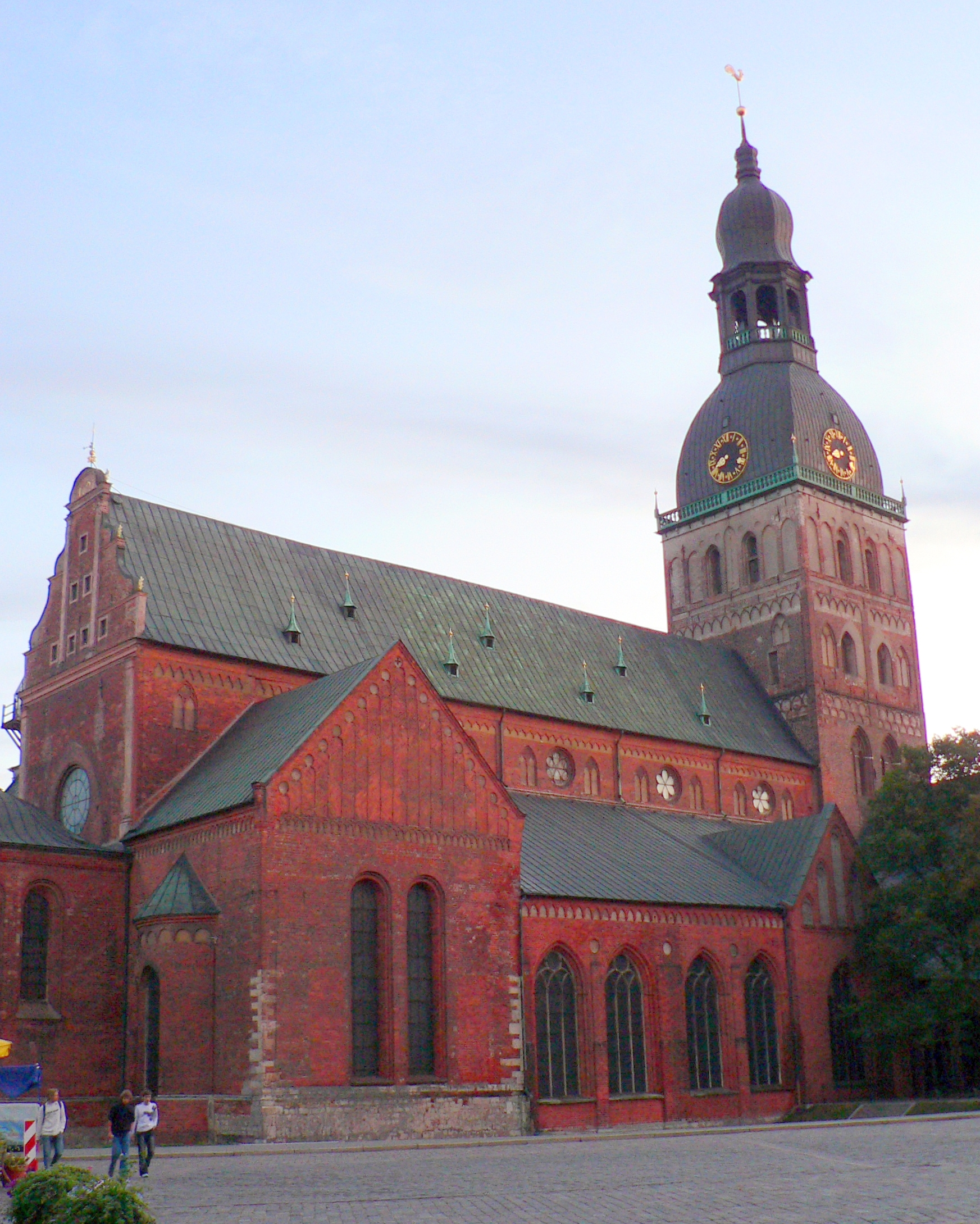
Catedral de Riga, edifici principal del luteranisme a Letònia.

L'Església Evangèlica Luterana de Letònia (LELB) és una església (institució) protestant del luteranisme de Letònia. El llegat luterà d'arrels letones va començar en el període de la Reforma Protestant durant el segle xvi. Tant el règim nazi com el comunista va perseguir durament l'església abans del retorn de la llibertat religiosa a Letònia l'any 1988.
L'Església està governada per un consistori format per clergues i laics escollits pel Sínode. L'arquebisbe fa les funcions de president. L'arquebisbe Jānis Vanags, nascut a Liepaja, va ser elegit el 1993, en una sessió extraordinària del Sínode que va seguir la mort prematura de l'arquebisbe Kārlis Gailīitis, va ser consagrat el nou bisbe el 29 d'agost de 1993 per l'arquebisbe de l'Església de Suècia.
Des de la caiguda del comunisme, l'església ha experimentat un enorme creixement i expansió. Un Sínode especial a l'abril de 1989, després del retorn a l'independencia de Letònia postcomunista, va establir una xarxa de congregacions i va aconseguir gairebé enterament un nou lideratge. L'Església Evangèlica Luterana de Letònia va declarar el 2007 tenir 136 pastors i 70 evangelistes al servei de les 297 congregacions, amb un total de 580.000 membres.
És membre de la Federació Luterana Mundial, el Consell Mundial d'Esglésies i la Conferència d'Esglésies Europees, i des de 1994 participa com observadora en la Comunió de Porvoo.

## Llista dels arquebisbes de Riga
La següent és una llista dels titulars des de la restauració de l'església luterana a Letònia el 1922:
- 1922 - 1933 - Kārlis Irbe
- 1933 - 1944 - Teodors Grīnbergs
- 1948 - 1968 - Gustavs Tūrs
- 1969 - 1985 - Jānis Matulis
- 1986 - 1989 - Ēriks Mesters
- 1989 - 1992 - Kārlis Gailītis (Mort per accident)
- 1993 - present - Jānis Vanags